# Bill Evans (pianista)
William John Evans (Plainfield, Nueva Jersey, 16 de agosto de 1929 - Nueva York, 15 de septiembre de 1980), más conocido como Bill Evans, fue un pianista y compositor estadounidense de jazz. Su obra abarca el cool, el post-bop y la música modal. Es considerado uno de los pianistas de jazz más importantes de la historia por su uso impresionista de la armonía, sus interpretaciones del repertorio tradicional del jazz, su adopción del estilo de acordes en bloque, y sus características líneas melódicas rítmicamente independientes. Su influencia se puede percibir en numerosos y también reconocidos pianistas, como Brad Mehldau, Chick Corea, Keith Jarrett y Herbie Hancock.
Muchas de las composiciones de Evans, como "Waltz for Debby" and "Time remembered" se han convertido en estándares del jazz, tocados y grabados por innumerables artistas. Evans recibió 31 nominaciones a los Premios Grammy y 7 premios, y fue incluido en el DownBeat Jazz Hall of Fame.

## Características
Evans parte del impresionismo de Debussy y Ravel y trae al jazz una influencia de corte clásico europea, llena de lirismo, relajación e introversión. El escritor Gene Less bautizó a Bill Evans como el poeta del piano, debido a las hermosas construcciones melódicas que improvisaba, y que provenían del impresionismo musical. Aunque nació y trabajó buena parte de su vida en Nueva York, su estilo es representativo del llamado West Coast jazz, donde músicos en su mayoría blancos de la región californiana abrieron nuevos modos de expresión al género, que hasta entonces estaba caracterizado por los conflictos raciales y económicos. Logró la integración de músicos de diferentes orígenes sociales, culturales y raciales, como Oscar Peterson, John Coltrane, Dave Brubeck o Milt Jackson, y cuya máxima expresión pudo verse en las primeras ediciones del Festival de Jazz de Newport en los años 50. 
El paso de Evans por el jazz marca el nacimiento del cool, género jazzístico que sucedió al bebop y del cual fue uno de los principales representantes. El cool jazz propuso estructuras armónicas diferentes a las del bebop, más libres y menos complejas, y abrió amplias perspectivas de expresión y desarrollo al movimiento jazzístico posterior. Su histórica colaboración con Miles Davis y el grupo de músicos a su alrededor en 1958 formó parte de la redefinición del jazz como género musical, que se dio a finales de la década de los 50 y que partió de la crisis del swing al fraccionarse las grandes orquestas de baile de los años 40 y concebirse el jazz como un género más intelectual y abstracto. 
A Bill Evans se le reprocha un alejamiento excesivo de las raíces africanas del jazz. Por otro lado, también se le ha atribuido cierto efecto de monotonía al considerar una audición global de su obra, debido a su apegamiento riguroso a su norma estilística. Una de sus principales aportaciones al jazz es la estructuración de tríos jazzísticos en los que el piano mantiene un profundo diálogo con la batería y el bajo, dentro de la norma de improvisación sobre líneas melódicas comunes.

## Reseña biográfica
Evans nació y creció en Nueva Jersey. Sus primeros estudios musicales los realizó en la Southeastern Louisiana University con una beca de flauta. Allí recibió clases teóricas, tocó en la banda de música y jugó al fútbol americano. Se graduó en piano en 1950, comenzó una gira con la Herbie Fields band, pero fue llamado pronto a filas y terminó tocando en la Fifth Army Band cerca de Chicago. Tras tres años de servicio, llegó en 1954 a Nueva York, tocando en el cuarteto de Tony Scott y con el guitarrista Mundell Lowe. En esta época comenzó estudios de composición en el Mannes School of Music, donde se encontró con el compositor George Russell y sus teorías sobre jazz modal, y recibió su diploma como músico. Hacia 1956, había grabado ya su primer álbum como líder para la compañía Riverside, New Jazz Conceptions, todavía dominado por el estilo bebop del maestro de pianistas Bud Powell, pero presentando ya la que iba a ser su composición más conocida, «Waltz for Debby», que había escrito durante su estancia en el ejército. Su primer disco como líder y el primer trabajo en el formato de trío que se iba a asociar a su nombre: piano, contrabajo y batería. Sale al mercado en enero de 1957 y pese a las buenas críticas solo vendió ochocientas copias durante el primer año.
En poco tiempo tocó con Charles Mingus, Art Farmer, Lee Konitz y Oliver Nelson y más tarde, en el año 1958, recibió el «Premio al pianista revelación». De todas sus colaboraciones, las más significativas fueron con George Russell (arreglista), Art Farmer y Hal McKusick en Concerto for Billy The Kid.
En la primavera de 1958, Evans comenzó una colaboración de ocho meses con el sexteto de Miles Davis, ejerciendo una poderosa influencia sobre Davis. Aunque abandonó al trompetista en el otoño, exhausto por las presiones y ansioso de formar su propio grupo, estuvo profundamente involucrado en la planificación y ejecución del disco Kind of Blue (editado en 1959), contribuyendo con ideas sobre el estilo, la estructura y la improvisación de tipo modal, y colaborando en varias de las composiciones. Kind of Blue —el mayor éxito de ventas nunca obtenido por un disco de jazz acústico— contiene las que quizá son las más conmovedoras interpretaciones de la carrera de Evans. Miles Davis dijo que el trabajo entero se había organizado alrededor del piano de Bill Evans.
A Bill Evans se le reconoce también haber equilibrado el formato del trío de piano de jazz, dotándolo de una nueva alineación revolucionaria en la que todos los componentes comparten el protagonismo sonoro en el conjunto de la ejecución. En este período también graba dos álbumes con Cannonball Adderley, también miembro de la banda de Davis en esta época.
Evans volvió a la escena como líder en diciembre de 1958 con el álbum Everybody Digs Bill Evans, que incluye el famoso tema "Peace Piece". Su imagen quedó completamente definida cuando trabajó junto con Paul Motian (batería) y Scott La Faro (contrabajista). Este trío reinventó el concepto de interpares dando tanto protagonismo al contrabajo como al piano, rompiendo los conceptos de instrumento solista y acompañantes. El contrabajo pierde casi por completo sus funciones metronómicas. Con este grupo, Evans se convirtió en una estrella. 
El 25 de junio de 1961, Evans, junto a Motian y La Faro grabó en el Village Vanguard su primer disco en directo, Sunday at the Village Vanguard que se convirtió en un referente del trío de jazz moderno y una fuente de inspiración para los pianistas de jazz. Por desgracia, La Faro murió prematuramente a los 25 años. Diez días después de grabar Sunday at the Village Vanguard, el coche que conducía La Faro se salió de la carretera y falleció en el acto. Luego de ello, Evans dejó de tocar públicamente durante un año. Algunos afirmaron haberle visto por las calles de Nueva York con la ropa de La Faro.
Regresó la primavera siguiente con Chuck Israels como bajista; tocó en dúo con el guitarrista Jim Hall y en una sesión de swing en quinteto, Interplay, con Hall y el trompetista Freddie Hubbard.
Tras grabar con Verve en 1962, Evans fue animado por el productor Creed Taylor a continuar grabando en los más variados formatos: con la big band de Gary McFarland, con una orquesta con arreglos de Claus Ogerman, con Stan Getz, etc. En 1975 y 1976 grabó un par de discos a dúo con Tony Bennett, por los que ganó un Grammy. El experimento más destacable fue Conversations With Myself, una sesión en la que Evans tocó un segundo y un tercer piano sobre el primero. Su única concesión al emergente jazz-rock fue tocar eventualmente el piano eléctrico Fender Rhodes durante la década de 1970. Luego, su carrera está vinculada a numerosos tríos. Tras pasar por Verve, Evans grabaría para Columbia (1971-1972), Fantasy (1973-1977) y Warner Bros (1977-1980). Su último trío con Marc Johnson y Joe La Barbera ha sido considerado el mejor desde el que formó con Scott La Faro y Paul Motian.
Murió en Nueva York debido a una insuficiencia hepática y a una hemorragia interna provocadas por la adicción a la heroína y a la cocaína. Llegó al hospital Mount Sinaí con un cuadro de neumonía y desnutrición; estaba acompañado por su baterista Joe LaBarbera y su novia Laurie Verchomin y falleció el mismo día que ingresó. Tenía 51 años de edad.
Según atestiguan sus biógrafos, al final de su vida, hundido por el suicidio de su hermano, el pianista quiso dedicarse exclusivamente a la música, aceptando todas las invitaciones que le llegaban para tocar en clubs, teatros o festivales (en una gira europea de 24 días, su trío con Johnson y La Barbera tuvo 21 actuaciones).

## Estilo
El estilo de Bill Evans se caracterizaba por sus líneas melódicas sincopadas y polirrítmicas y por sus improvisaciones líricas irregulares y originales.
Pero con su forma de tocar creaba una estética más que un estilo. Evans trabajaba la armonía, el fraseo y el ritmo. Poseía una gran sensibilidad, una visión introspectiva, un lirismo sereno, un «feeling» lleno de emoción y un toque de gran sutileza. Evans transforma los temas que interpreta al organizar las notas en acordes de arpegios y subrayar con la mano izquierda las melodías que toca con la derecha.

## Discografía

### Como líder o colíder
| Año     | Álbum                                                     | Músicos | Sello            |
| ------- | --------------------------------------------------------- | --- | ---------------- |
| 1956    | New Jazz Conceptions                                      | Trío con Teddy Kotick (contrabajo) y Paul Motian (batería)                                                                                                  | Riverside        |
| 1956-57 | Tenderly: An Informal Session                             | Con Don Elliott (vibráfono y peercusión de boca) | Milestone        |
| 1958    | Everybody Digs Bill Evans                                 | Trío con Sam Jones (contrabajo9 y Philly Joe Jones (batería)                                                                                                | Riverside        |
| 1959    | On Green Dolphin Street                                   | Trío con Paul Chambers (contrabajo) y Philly Joe Jones (batería)                                                                                            | Milestone        |
| 1959    | The Ivory Hunters                                         | Cuarteto con Bob Brookmeyer (piano), Percy Heath (contrabajo) y Connie Kay (batería)                                                                        | United Artists   |
| 1959    | Portrait in Jazz                                          | Trío con Scott LaFaro (contrabajo) y Paul Motian (batería)                                                                                                  | Riverside        |
| 1961    | Explorations                                              | Trío con Scott LaFaro (contrabajo) y Paul Motian (batería)                                                                                                  | Riverside        |
| 1961    | Sunday at the Village Vanguard                            | En directo - Trío con Scott LaFaro (contrabajo) y Paul Motian (batería)                                                                                     | Riverside        |
| 1961    | Waltz for Debby                                           | En directo - Trío con Scott LaFaro (contrabajo) y Paul Motian (batería)                                                                                     | Riverside        |
| 1961-62 | Nirvana                                                   | Herbie Mann (flauta) y el Trío de Bill Evans con Chuck Israels (contrabajo) y Paul Motian (batería)                                                         | Atlantic         |
| 1962    | Undercurrent                                              | Dúo con Jim Hall (guitarra) | United Artists   |
| 1962    | Moon Beams                                                | Trío con Chuck Israels (contrabajo) y Paul Motian (batería)                                                                                                 | Riverside        |
| 1962    | How My Heart Sings!                                       | Trío con Chuck Israels (contrabajo) y Paul Motian (batería)                                                                                                 | Riverside        |
| 1962    | Interplay                                                 | Quinteto con Freddie Hubbard (trompeta), Jim Hall (guitarra), Percy Heath (contrabajo), Philly Joe Jones (batería)                                          | Riverside        |
| 1962    | Empathy                                                   | Trío con Monty Budwig (contrabajo) y Shelly Manne (batería)                                                                                                 | Verve            |
| 1962    | Loose Blues                                               | Quinteto con Zoot Sims (saxo tenor), Jim Hall (guitarra), Ron Carter (contrabajo) y Philly Joe Jones (batería)                                              | Milestone        |
| 1963    | The Solo Sessions, Vol. 1                                 | Solo | Milestone        |
| 1963    | The Solo Sessions, Vol. 2                                 | Solo | Milestone        |
| 1963    | The Gary McFarland Orchestra                              | Con la Orquesta de Gary McFarland | Verve            |
| 1963    | Conversations with Myself                                 | Solo - Ganador premio Grammy | Verve            |
| 1963    | Plays the Theme from The V.I.P.s and Other Great Songs    | Con la Orquesta de Claus Ogerman | MGM              |
| 1963    | Time Remembered                                           | En directo - Trío con Chuck Israels (contrabajo) y Larry Bunker (batería)                                                                                   | Milestone        |
| 1963    | At Shelly's Manne-Hole                                    | En directo - Trío con Chuck Israels (contrabajo) y Larry Bunker (batería)                                                                                   | Riverside        |
| 1964    | Trio '64                                                  | Trío con Gary Peacock (contrabajo) y Paul Motian (batería)                                                                                                  | Verve            |
| 1964    | Stan Getz & Bill Evans                                    | Cuarteto con Stan Getz (saxo tenor), Richard Davis/Ron Carter (contrabajo), Elvin Jones (batería)                                                           | Verve            |
| 1964    | The Bill Evans Trio "Live"                                | En directo - Trío con Chuck Israels (contrabajo) y Larry Bunker (batería)                                                                                   | Verve            |
| 1964    | Waltz for Debby                                           | Con la cantante Monica Zetterlund y el trío de Chuck Israels (contrabajo) y Larry Bunker (batería)                                                          | Philips          |
| 1965    | Trio '65                                                  | Trío con Chuck Israels (contrabajo) y Larry Bunker (batería)                                                                                                | Verve            |
| 1965    | Bill Evans Trio with Symphony Orchestra                   | Trío con Chuck Israels (contrabajo), Larry Bunker/Grady Tate (batería) y la Orquesta de Claus Ogerman.                                                      | Verve            |
| 1966    | Bill Evans at Town Hall                                   | En directo - Trío con Chuck Israels (contrabajo) y Arnold Wise (batería)                                                                                    | Verve            |
| 1966    | Intermodulation                                           | Dúo con Jim Hall (guitarra) | Verve            |
| 1966    | A Simple Matter of Conviction                             | Trío con Eddie Gómez (contrabajo) y Shelly Manne (batería)                                                                                                  | Verve            |
| 1967    | Further Conversations with Myself                         | Solo | Verve            |
| 1967    | California Here I Come                                    | En directo - Trío con Eddie Gómez (contrabajo) y Philly Joe Jones (batería)                                                                                 | Verve            |
| 1968    | Bill Evans at the Montreux Jazz Festival                  | En directo - Trío con Eddie Gómez (contrabajo) y Jack DeJohnette (batería) - Ganador de premio Grammy.                                                      | Verve            |
| 1968    | Bill Evans Alone                                          | Solo - Ganador de premio Grammy. | Verve            |
| 1968    | Live at Art D'Lugoff's Top of the Gate                    | Trío con Eddie Gómez (contrabajo) y Marty Morell (batería)                                                                                                  | Resonance        |
| 1969    | What's New                                                | Cuarteto con Jeremy Steig (flauta), Eddie Gómez (contrabajo) y Marty Morell (batería)                                                                       | Verve            |
| 1969    | Autumn Leaves                                             | Trío con Eddie Gómez (contrabajo) y Marty Morell (batería)                                                                                                  | Lotus            |
| 1969    | Jazzhouse                                                 | En directo - Trío con Eddie Gómez (contrabajo) y Marty Morell (batería)                                                                                     | Milestone        |
| 1969    | You're Gonna Hear From Me                                 | En directo - Trío con Eddie Gómez (contrabajo) y Marty Morell (batería)                                                                                     | Milestone        |
| 1970    | From Left to Right                                        | Con la Orquesta de Michael Leonard | MGM              |
| 1969    | Quiet Now                                                 | En directo - Trío con Eddie Gómez (contrabajo) y Marty Morell (batería)                                                                                     | Charly           |
| 1970    | Montreux II                                               | En directo - Trío con Eddie Gómez (contrabajo) y Marty Morell (batería)                                                                                     | CTI              |
| 1971    | The Bill Evans Album                                      | Trío con Eddie Gómez (contrabajo) y Marty Morell (batería) - Ganador de premio Grammy                                                                       | Columbia         |
| 1972    | Living Time                                               | Con La Orquesta de George Russell | Columbia         |
| 1972    | Momentum                                                  | En directo - Trío con Eddie Gómez (contrabajo) y Marty Morell (batería)                                                                                     | Limetree         |
| 1973    | The Tokyo Concert                                         | En directo - Trío con Eddie Gómez (contrabajo) y Marty Morell (batería)                                                                                     | Fantasy          |
| 1973-5  | Eloquence                                                 | En directo y estudio - Solo y dúo con Eddie Gómez (contrabajo)                                                                                              | Fantasy          |
| 1973    | Half Moon Bay                                             | En directo - Trío con Eddie Gómez (contrabajo) y Marty Morell (batería)                                                                                     | Milestone        |
| 1974    | Since We Met                                              | En directo - Trío con Eddie Gómez (contrabajo) y Marty Morell (batería)                                                                                     | Fantasy          |
| 1974    | Re: Person I Knew                                         | En directo - Trío con Eddie Gómez (contrabajo) y Marty Morell (batería)                                                                                     | Fantasy          |
| 1974    | Symbiosis                                                 | Trío con Eddie Gómez (contrabajo), Marty Morell (batería) y la Orquesta de Claus Ogerman                                                                    | MPS              |
| 1974    | But Beautiful                                             | En directo - Stan Getz (saxo tenor) y el Trío de Bill Evans con Eddie Gómez (contrabajo), Marty Morell (batería)                                            | Milestone        |
| 1974    | Blue in Green: The Concert in Canada                      | En directo - Trío con Eddie Gómez (contrabajo) y Marty Morell (batería)                                                                                     | Milestone        |
| 1974    | Intuition                                                 | Dúo con Eddie Gómez (contrabajo) | Fantasy          |
| 1975    | The Tony Bennett/Bill Evans Album                         | Con el cantante Tony Bennett | Fantasy          |
| 1975    | Montreux III                                              | En directo - Dúo con Eddie Gómez (contrabajo) | Fantasy          |
| 1975    | Alone Again                                               | Solo | Fantasy          |
| 1976    | Quintessence                                              | Quinteto con Harold Land (saxo tenor), Kenny Burrell (guitarra), Ray Brown (contrabajo) y Philly Joe Jones (batería)                                        | Fantasy          |
| 1976    | Together Again                                            | Con el cantante Tony Bennett | Improv           |
| 1977    | Crosscurrents                                             | Quinteto con Lee Konitz (saxo tenor), Warne Marsh (saxo tenor), Eddie Gómez (contrabajo) y Eliot Zigmund (batería)                                          | Fantasy          |
| 1977    | I Will Say Goodbye                                        | Trío con Eddie Gómez (contrabajo) y Eliot Zigmund (batería) - Ganador de premio Grammy.                                                                     | Fantasy          |
| 1977    | You Must Believe in Spring                                | Trío con Eddie Gómez (contrabajo) y Eliot Zigmund (batería)                                                                                                 | Warner Bros.     |
| 1978    | Getting Sentimental                                       | En directo - Trío con Michael Moore (contrabajo) y Philly Joe Jones (batería)                                                                               | Milestone        |
| 1978    | New Conversations                                         | Solo | Warner Bros.     |
| 1979    | Affinity                                                  | Quinteto con Toots Thielemans (armónica), Larry Schneider (flauta; saxo alto/ tenor), Marc Johnson (contrabajo) y Eliot Zigmund (batería)                   | Warner Bros.     |
| 1979    | Marian McPartland's Piano Jazz                            | Programa de radio: Arista invitado Bill Evans | Fantasy          |
| 1979    | We Will Meet Again                                        | Quinteto con Tom Harrell (trompeta), Larry Schneider (saxo sopreano/tenor), Marc Johnson (contrabajo) y Joe LaBarbera (batería) - Ganador de premio Grammy. | Warner Bros.     |
| 1979    | Homecoming                                                | En directo - Trío con Marc Johnson (contrabajo) y Joe LaBarbera (batería)                                                                                   | Milestone        |
| 1979    | The Paris Concert: Edition One                            | En directo - Trío con Marc Johnson (contrabajo) y Joe LaBarbera (batería)                                                                                   | Elektra Musician |
| 1979    | The Paris Concert: Edition Two                            | En directo - Trío con Marc Johnson (contrabajo) y Joe LaBarbera (batería)                                                                                   | Elektra Musician |
| 1980    | Turn Out the Stars: The Final Village Vanguard Recordings | En directo - Trío con Marc Johnson (contrabajo) y Joe LaBarbera (batería)                                                                                   | Nonesuch         |
| 1980    | Letter to Evan                                            | En directo - Trío con Marc Johnson (contrabajo) y Joe LaBarbera (batería)                                                                                   | Dreyfus          |
| 1980    | Turn Out the Stars                                        | En directo - Trío con Marc Johnson (contrabajo) y Joe LaBarbera (batería)                                                                                   | Dreyfus          |
| 1980    | The Last Waltz: The Final Recordings                      | En directo - Trío con Marc Johnson (contrabajo) y Joe LaBarbera (batería)                                                                                   | Milestone        |
| 1980    | Consecration: The Final Recordings Part 2                 | En directo - Trío con Marc Johnson (contrabajo) y Joe LaBarbera (batería)                                                                                   | Milestone        |

### Recopilaciones
| Año  | Álbum                                           | Notas | Sello                   |
| ---- | ----------------------------------------------- | --- | ----------------------- |
| 1977 | The Second Trio                                 | 2-LP reissue of 1962 Riverside releases Moon Beams, How My Heart Sings! | Milestone               |
| 1981 | Conception                                      | 2-LP reissue of 1956 Riverside release New Jazz Conceptions, with 6 bonus tracks, 5 of them solo sessions (1958, 1962), 4 of them (1962) and the final track trio recording (1958) previously unreleased | Milestone               |
| 1982 | The "Interplay" Sessions                        | | Milestone               |
| 1991 | The Complete Riverside Recordings               | 12-CD box set | Riverside               |
| 1995 | The Best of Verve                               | | Verve                   |
| 1996 | The Complete Fantasy Recordings                 | 9-CD box set | Fantasy                 |
| 1996 | The Secret Sessions                             | Recorded at the Village Vanguard 1966-1975 - 8-CD box set | Milestone               |
| 1997 | The Complete Bill Evans on Verve                | 18-CD box set | Verve                   |
| 1998 | Piano Player                                    | From various sessions with various musicians recorded 1956-1971 Includes 6 duos with Eddie Gomez (b) | Columbia                |
| 2001 | Bill Evans' Finest Hour                         | | Verve                   |
| 2004 | The Best of Bill Evans                          | Various sessions and sources | Riverside               |
| 2004 | Bill Evans for Lovers                           | Various sessions and sources | Verve                   |
| 2005 | The Complete Village Vanguard Recordings, 1961  | 3-CD box set | Riverside               |
| 2005 | We Will Meet Again - The Bill Evans Anthology   | 2-CD box set | Warner Bros.            |
| 2009 | The Complete Tony Bennett/Bill Evans Recordings | 2-CD box set | Fantasy                 |
| 2014 | Conception                                      | Reissue of 1981 Milestone release Conception | Essential Jazz Classics |

### Como acompañante
Con Pepper Adams
- The Soul of Jazz Percussion (1960) incluye 3 temas con el Donald Byrd-Pepper Adams Sextet con Evans, Paul Chambers, Philly Joe Jones y Earl Zindars

Con Cannonball Adderley
- Portrait of Cannonball (1958)
- Jump for Joy (1958)
- Know What I Mean? (1961)

Con Manny Albam/Teo Macero
- Something New, Something Blue (1959)

Con Chet Baker
- Chet Baker Introduces Johnny Pace (Riverside, 1958) [not credited]
- Chet (Riverside, 1959)
- Chet Baker Plays the Best of Lerner and Loewe (Riverside, 1959)

Con Eddie Costa
- Guys and Dolls Like Vibes (1958)

Con Tadd Dameron
- The Magic Touch (Tadd Dameron album) (Riverside, 1961)

Con Miles Davis
- 1958 Miles (1958)
- Kind of Blue (1959)

Con Don Elliot
- Tenderly: An Informal Session (Milestone, 1956-7 [2001])
- Eddie Costa, Mat Mathews & Don Elliott at Newport (Verve, 1957)
- The Mello Sound of Don Elliot (Decca, 1958)

Con Art Farmer
- Modern Art (United Artists, 1958)

Con Dick Garcia
- A Message from Garcia (1955)

Con Benny Golson
- Pop + Jazz = Swing (Audio Fidelity, 1961) - también publicado como Just Jazz!

Con Jimmy Knepper
- A Swinging Introduction to Jimmy Knepper (1957)

Con Lee Konitz
- Live at the Half Note (Verve, 1959)
- Lee Konitz Meets Jimmy Giuffre (Verve, 1959) con Jimmy Giuffre
- You and Lee (Verve, 1959)

Con Michel Legrand
- Legrand Jazz (1958)

Con John Lewis
- Odds Against Tomorrow (1959)
- Jazz Abstractions (1960) con Gunther Schuller & Jim Hall

Con Warne Marsh
- The Art of Improvising (1959)

Con Hal McKusick
- Cross Section Saxes (1958)

Con Helen Merrill
- The Nearness of You (1958)

Con Charles Mingus
- East Coasting (1957)

Con Frank Minion
- The Soft Land of Make Believe (1960)

Con Mark Murphy
- Rah! (1961)

Con Oliver Nelson
- The Blues and the Abstract Truth (Impulse!, 1961)

Con Dave Pike
- Pike's Peak (Epic, 1962)

Con Bill Potts
- The Jazz Soul of Porgy and Bess (1959)

Con Joe Puma
- Joe Puma Trio and Quartet (1957)

Con Lucy Reed
- The Singing Reed (1955)

Con George Russell
- The Jazz Workshop (1956)
- Brandeis Jazz Festival (1957)
- New York, N.Y. (1959)
- Jazz in the Space Age (1960)

Con Tony Scott
- The Touch of Tony Scott (1956)
- The Complete Tony Scott (1956)
- The Modern Art of Jazz (1957)
- Free Blown Jazz (1957)
- My Kind of Jazz (1957)
- Golden Moments (1959)
- I'll Remember (1959)
- Sung Heroes (1959)

Con Sahib Shihab
- Jazz Sahib (Savoy, 1957)

Con Idrees Sulieman
- Roots (New Jazz, 1957) with the Prestige All Stars

Con Jerry Wald
- Jerry Wald and his Orchestra (1953)
- Listen to the Music of Jerry Wald (1955)

Con Kai Winding
- The Great Kai & J. J. (1960) con J. J. Johnson
- The Incredible Kai Winding Trombones (1960)